# Talum
Talum je proizvodno podjetje, specializirano za proizvodnjo primarnega aluminija in aluminijastih izdelkov. Spada med največja proizvodna podjetja v Sloveniji.
Tovarna v Kidričevem ima že nekaj desetletij največje zaposlitvene možnosti v svojem širšem okolju. Iz statističnih podatkov je razvidno, da je leta 1992 v Kidričevem delala skoraj četrtina vseh v industriji zaposlenih delavcev v takratni občini Ptuj, tovarna pa je zagotavljala dobro tretjino občinskega bruto proizvoda.

## Zgodovina

### 1942-1953
Leta 1942 je nemška družba Vereinigte Aluminium Werke začela v Strnišču graditi tovarno glinice. Ravninsko območje Dravskega polja, kjer so bile med prvo svetovno vojno bolnišnice in taborišče, je bile zelo primerno za gradnjo večjega industrijskega kompleksa, saj je bilo delno že komunalno opremljeno, v bližini je tekla železniška proga, nerodovitna zemlja pa ni obetala omembe vrednega pridelka. Do leta 1945 je bilo zaključenih okrog 70% gradbenih del. Večino že dobavljene opreme in vso dokumentacijo so ob koncu vojne odpeljali v Nemčijo.
20. januarja 1947 je zvezno ministrstvo za gospodarstvo ustanovilo Tovarno glinice in aluminija Strnišče in ji podelilo status državnega podjetja zveznega pomena. Gradnja velikega industrijskega obrata v ruralnem okolju Dravskega polja v vznožju Haloz je bila velikopotezna zamisel. V tovarni so dobili delo in zaslužek kmečki prebivalci iz bližnje okolice. Ker je primanjkovalo ustrezno usposobljenih delavcev, je vodstvo podjetja ustanovilo lastno šolo za učence v gospodarstvu, skrbelo pa je tudi za splošni življenjski standard zaposlenih z gradnjo stanovanj, ugodnimi posojili, gradnjo infrastrukturnih objektov v novem naselju, ki je raslo ob tovarni. Leta 1953 po smrti Borisa Kidriča, so tovarno poimenovali po njem. Hkrati so tudi naselje Strnišče preimenovali v Kidričevo.

### 1954-1970
V februarju 1954 je začel poskusno delovati obrat za proizvodnjo glinice, prvi aluminij pa so pridobili v novembru istega leta. Tovarno so ob navzočnosti številnih uglednih in častnih gostov slovesno odprli 21. novembra 1954. Zmogljivost tovarne je bila 45.000 ton glinice in 15.000 ton aluminija letno, vendar so se količine letne proizvodnje hitro povečale. Med letoma 1959 in 1963 so popolnoma avtomatizirali proizvodnjo glinice, leta 1963 pa je bila končana tudi gradnja elektrolize B z zmogljivostjo 42.000 ton aluminija na leto. Pomemben dogodek je bil tudi nakup prvega računalnika IBM 1130 leta 1969.

### 1971-1990
Leta 1981 so zgradili novo livarno, v kateri je stekla proizvodnja ozkih in širokih aluminijastih trakov in žice, naslednje leto pa so dokončali še obrata za proizvodnjo izparilnikov in rondelic. Ena pomembnejših sprememb v proizvodnih procesih je bil prehod na uporabo zemeljskega plina, ki je nadomestil mazut v kalcinacijskih in livarskih pečeh.

### 1991-danes
Proizvodnjo glinice in aluminija v Kidričevem so na začetku devetdesetih let 20. stoletja zaznamovale velike in daljnosežne spremembe. Odločilen preobrat na področju varovanja okolja in hkrati simboličen dogodek v letu 1991 je bila ukinitev elektrolize A, v kateri so od leta 1954, proizvedli 663.000 ton aluminija. Neradi so se poslovili od obrata, ki je simboliziral industrializacijo dotlej izključno ruralnega okolja. V avgustu 1991 so ukinili tudi proizvodnjo metalurške glinice. Dotlej so je v Kidričevem proizvedli 3,4 milijona ton.
V javnosti je najbolj odmeval program ozelenitve odlagališča rdečega blata. Odpadno rdeče blato, ki nastane pri proizvodnji glinice, je bilo iz zraka videti kot veliko rdeče jezero, iz katerega se je ob sušnem vremenu dvigal rdeč prah. Vtis zaprašenih tovarniških dvoran in velikanskih količin škodljivih izpuhov so hoteli zamenjati s podobo moderne, okolju prijazne proizvodnje plemenite, lesketajoče se in lahke kovine, nepogrešljive v sodobnem življenjskem utripu. Tovarno glinice in aluminija Boris Kidrič so tako 27. maja 1992 preimenovali v TALUM, imenu pa v sporočilih za javnost dodali še geslo "Lahkota prihodnosti".
Leta 1998 so Talum vpisali v sodni register kot delniško družbo, katere večinski lastnik je Elektro Slovenija. V devetdesetih letih 20. stoletja si je tovarna aluminija v Kidričevem v javnosti utrdila svoj ugled.
S 1. decembrom 2012 se je Talum prestrukturiral v delniško družbo, ki je po novem sestavljena iz več odvisnih družb, ki delujejo vsaka pod svojim okriljem. To so proizvodne odvisne družbe:
- Talum Aluminij d.o.o.
- Talum Livarna d.o.o.
- Talum Izparilniki d.o.o.
- Talum Rondelice d.o.o.
- Talum Ulitki d.o.o.

in storitvene odvisne družbe:
- Talum servis in inženiring d.o.o.
- Talum Inštitut d.o.o.
- Vital d.o.o.
- Revital d.o.o.
- Vargas Al d.o.o.

Zaradi dolgoletne izgube so leta 2015 zaprli več hčerinskih podjetij: Talum Ulitki, Talum Livarna, ...
Leta 2016 je podjetje postalo "naj zaposlovalec Podravja", pri čemer je Talum imel zaposlenih več kot 1.300 delavcev.
Leta 2017 je podjetje prejelo naziv "Podravsko podjetje leta", s strani časnika Večer in Štajerske gospodarske zbornice.

## Proizvodi
Osrednja dejavnost podjetja je proizvodnja primarnega aluminija, ki od leta 2007 poteka samo še v elektrolizi C. Elektrolizo B so namreč takrat zaprli, saj ni ustrezala najnovejšim ekološkim standardom. V zadnjih letih v skladu s prestrukturiranjem proizvodnje v Talumu, povečujejo tudi delež sekundarnega aluminija. V elektrolizi C se uporablja najsodobnejša tehnologija, ki jo je razvilo francosko podjetje Aluminium Pechiney. Proizvodni proces je skoraj popolnoma avtomatiziran. Za elektrolizno proizvodno aluminija so potrebne anode, katere si Talum izdela sam.
Aluminij pridobljen v elektroliznih pečeh v tovarni uporablja za izdelavo aluminijevih izdelkov. Tak izdelek so izparilniki oziroma izparilne plošče. To je toplotni izmenjevalec, ki se uporablja predvsem v beli tehniki za hladilno zamrzovalne aparate. Izparilna plošča je izdelana iz dveh aluminijskih pločevin, med katerima je oblikovan kanalski sistem.
Naslednji pomemben proizvod so livarske zlitine.  Kot zlitinski elementi se najbolj pogosto uporabljajo silicij, baker, magnezij, cink in mangan. Najpogosteje se izdelujejo v obliki palic in hlebčkov. Prednosti livarskih zlitin so majhna specifična teža, dobra korozijska obstojnost, dobra obdelovalnost, čista in gladka površina ter nemagnetnost. Uporabljajo se v avtomobilski, letalski, ladijski in živilski industriji ter v gradbeništvu. Še dva podobna proizvoda sta aluminijasti drogovi in široki trak. Prav tako se proizvajajo najrazličnejši ulitki, za avtomobilsko industrijo, toplotno tehniko in splošno strojegradnjo.
V Talumu poteka tudi proizvodnja rondelic, v okviru tega se ločita dva tipa proizvodov: 
- rondice, ki se uporabljajo za izdelavo tub in doz v farmacevtski, prehrambni in kozmetični industriji, ter
- rondel, ki se vgrajujejo v dna nerjaveče posode za kuhanje.

## Šport
V novonastajajočem naselju Kidričevo je že v petdesetih letih nastal nogometni klub, ki je dobil ime po kovini, ki se tu proizvaja, torej NK Aluminij. Tovarna je vse od začetka pa do danes glavni sponzor kluba. 
Zahvaljujoč Talumovemu vodstvu je naravnanost kluba takšna, da je poglavitna dejavnost vzgoja otrok in mladine iz bližnje okolice, ki se navdušuje nad nogometom, ne pa želja po uvrščanju kluba v prvo slovensko nogometno ligo.

## Drugo
V sklopu podjetja deluje tudi referenčna ambulanta, ki spada pod Zdravstveni dom Ptuj.
V sklopu skupine Talum delujeta tudi poklicna gasilska enota (9 poklicnih gasilcev) in Prostovoljno gasilsko društvo Talum Kidričevo (39 operativnih gasilcev).
Podjetje izdaja tudi mesečni časopis Aluminij.
V tovarni je od leta 1965 do 2000 deloval svetovno znani fotograf Stojan Kerbler. Tovarno in njene delavce je tudi veliko fotografiral.